# 라마단

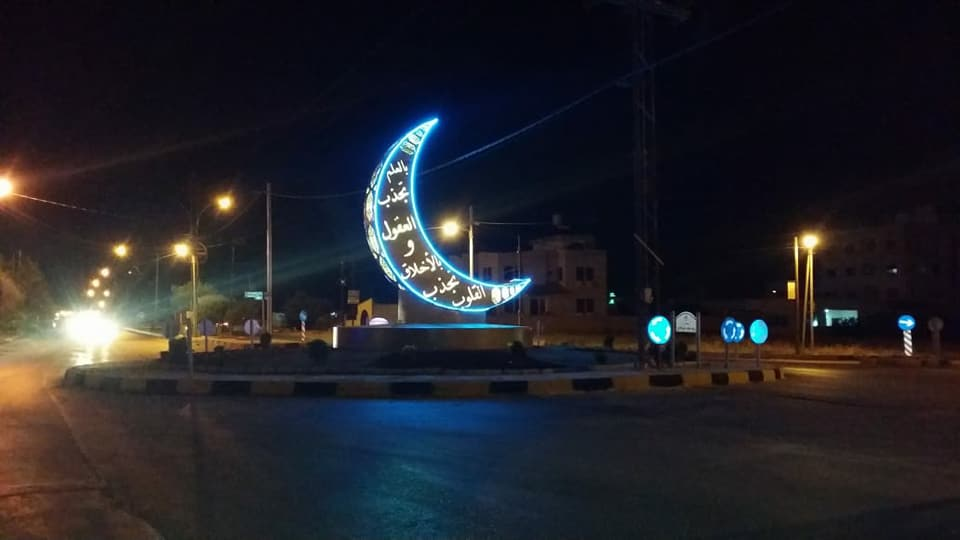
초승달은 다채롭게 꾸며져 라마단 기간 동안 아름답게 조명된다.

라마단(아랍어: رمضان)은 이슬람력으로 아홉 번째 달이다. 라마단이라는 명칭은 아랍어로 ‘타는 듯한 더위와 건조함’을 뜻하는 ‘라미다(ramida)’ 또는 ‘아라마드(arramad)’에서 유래되었다. 뜨거운 태양으로 마르다 못해 갈라진 땅바닥과 같은 상태를 설명할 때 사용하는 것으로 금식으로 인한, 위에서 느껴지는 타는 듯한 갈증과 고통을 의미한다. ‘금식’을 뜻하는 사움은 이슬람의 다섯 기둥 중의 네 번째로,라마단의 기간에는 금식이 행해진다. 라마단은 마지막 십일 동안 절정에 이른다. 그 기간 동안의 한 홀수 일(27번째 날이라는 견해도 있으며, 정확한 날짜에 대해서는 많은 이론이 존재)은 라일라트 울카드르(권능의 밤)로 불리며, 예언자 무함마드가 코란의 첫 번째 경구를 계시 받은 날로 여겨 기린다. 라마단 기간 중에는 이슬람 신자가 아닌 외국인이라도 금식하는 사람들 앞에서 먹거나 마시는 것은 예의에 어긋나므로 외국인들이 먹거나 마시려면 금식하는 사람들 앞에서 떨어져야 한다.

## 풍습
이슬람권에서 라마단은 그저 종교적 행사가 아니다. 종교활동의 범위를 넘어 일상의 시선으로 라마단을 들여다보면, ‘라마단 증후군’을 어렵지 않게 확인할 수 있다. 라마단 한 달은 낮에도 밤에도 분주하게 지내는 기간이다. 공식적인 금식이 진행되는 낮 시간 동안에도 사회 활동이 중단되지 않는다. 낮 시간 동안 사회 활동을 하고 밤 시간 동안 먹고 마시다 보니, 라마단 기간엔 심신이 지쳐 있는 무슬림들을 쉽게 만날 수 있다. 한 달 동안 하루를 쪼개 ‘2교대 근무’를 하는 셈이기 때문이다.
라마단 기간에 ‘심야 폭식’으로 인한 체중 증가도 스트레스 요인이다. ‘금욕의 달’ 라마단엔 오히려 평균 음식 소비량이 평소보다 30~40% 이상 증가한다는 게 일반적인 평가다. “폭식은 건강에도 안 좋고, 바르지 못한 라마단 수행 태도”라는 지적이 끊이지 않음에도, 낮 동안 굶었던 이들은 밤에 과식을 하기 마련이다.
라마단을 축하하는 풍습도 바뀌고 있다. ‘라마단 카드’는 이제 어엿한 문화상품이 됐다. 인터넷 공간에선 ‘e카드’가 유행한다. 집집마다 상점마다 형형색색의 라마단 장식등 ‘파누스’가 밤이 되면 더욱 축제 분위기를 돋운다. 캐럴만 없다 뿐이지, 기독교의 크리스마스를 연상시키기에 충분하다. 신문과 방송, 각종 전단지마다 라마단 특수를 노린 광고가 넘쳐난다. 라마단 특수는 일 년 매출액의 30~40%를 차지한다. 라마단이 “과식과 쇼핑의 시간으로 전락했다”는 탄식이 나오는 것도 이 때문이다.
전통을 중시하는 무슬림들에게 라마단은 여전히 중요한 종교적 의무를 수행하기 위해 절제하고 엄수해야 할 명절임이 분명하다. 라마단 기간에 이프타르(저녁)와 수후르(아침) 외엔 음식물을 입에 대지 않고 사원에서 기도를 하는 신실한 이들이 여전히 적지 않다. 하지만 이슬람 사회도 변하고 있다. 라마단은 더 이상 종교의 영역에만 갇혀 있지 않고, 일상생활 전반에 영향을 끼치는 ‘사회현상’으로 변하고 있다.

## 라마단 기간의 금지 사항
라마단 기간에는 음식(음료와 식료), 흡연, 성행위 등이 모두 금지된다. 라마단 기간 동안 무슬림들은 폭력, 화, 시기, 탐욕, 중상 등을 삼감으로써 이슬람의 가르침을 따르고 서로 잘 지내고자 한다. 모든 음탕하고 반종교적인 행위 역시 금지된다.
금지 사항들은 전통적으로 동틀녘에 햇살이 보이기 시작하는 순간부터 해가 수평선 아래로 완전히 저물 때까지 지켜진다. 이 시간을 각각 파즈르, 마그리브라 한다.
다음과 같은 상황에 있는 사람들은 금식의 의무가 완화되지만, 라마단이 끝나면 라마단 기간 중에 금식을 하지 못한 일수를 반드시 채워야 한다.
- 전쟁 중인 군인
- 여행자 (특히 장거리 여행객)
- 어린이, 노약자나 건강이 좋지 않은 사람
- 임신 중이거나 수유 중인 여성
- 월경 중인 여성
- 중한 병자는 금식이 면제됨

금식은 신자들에게 인내와 자제력을 가르치고 소외된 사람들을 되돌아 보게 하는 목적을 가지고 있다. 금식은 또한 신에 대한 순종을 나타내는 행위이다. 금식의 계율을 충실히 지킴으로써 개인적인 과실과 악행을 속죄하고 천국에 이르기 위해 노력하는 것이다. 금식 기간은 신앙을 공고히 할 수 있는 시간이 된다.